# LePrince
LePrince, geboren als Gino Doorson (Amsterdam, 4 mei 1986), is een Nederlandse dj, zanger, songwriter en MC. Hij is  reggaezanger en combineert dat genre veel met elektronische muziek. Die mix noemt hij reggatronic.

## Biografie en loopbaan
Gino Doorson is een kind van Surinaamse ouders, maar werd opgevoed door zijn tante in Amsterdam-Zuidoost. Hij groeide op met Surinaamse muziek en begon al op jonge leeftijd met zingen. Zijn eerste echte muzikale ervaring deed hij op als lid van een kinderkoor. Later volgden optredens in jeugdcentra en op verjaardagsfeesten. 
Zijn grote voorbeeld op muzikaal gebied was Michael Jackson. Maar ook Bob Marley, Peter Tosh en Jacob Miller, Sizzla en Turbulence zijn altijd een bron van inspiratie geweest voor Doorson. Zij zorgden ervoor dat hij op jonge leeftijd al droomde van een bestaan als artiest.
De eerste serieuze stappen maakte Doorson als lid van drie Surinaamse bands: de Young Ghabiang Boys (afgeleid van de Ghabiang Boys), Reality en Eigen Risico. Nadat de zanger op het verkeerde pad was geraakt, besloot hij zich nog meer te focussen op zijn talenten. Hij begon zijn eigen reggaeband, Liberty Sound en dat genre bleek goed bij hem te passen. Maar werken in groepsverband beviel Doorson minder. Daarom besloot hij solo te gaan onder de naam LePrince.
In 2012 bracht Doorson zijn eerste soloalbum uit via zijn eigen productiemaatschappij Iyah Music. In de jaren erna deelde hij het podium met reggae-artiesten als Beres Hammond, Richie Spice en Fantan Mojah And Turbulence.
Van 2016 tot en met 2018 werkte Doorson samen met de Nederlandse muziekproducent Boaz van de Beatz. Zo ontstond zijn eigen sound 'reggatronic', een combinatie van zijn reggaevocalen met de elektronische muziek (zoals bass house, trap en hardstyle) van de artiesten met wie hij werkte.
In 2019 startte Doorson samen met BMG Talpa Music het label Iyah Music Publishing. In dat jaar belandde hij ook nog in op de tweede plaats in de Q-Dance Hardstyle top 10 met zijn single Run from Reality (met Ran-D en Endymion).  

## Festivals
Kwaku Summer Festival in Amsterdam was het eerste festival waar Doorson optrad. Inmiddels heeft hij de podia bestegen van grote evenementen in binnen- en buitenland, zoals Defqon, Matrix at the Park, Tomorrowland, Bootshaus, ADE Revealed Recordings Night, Decibel Outdoor, Reggae Summer Jam, Sziget, Qlimax en Reverze.

## Nevenactiviteiten
Naast zijn zangcarrière werkte Doorson een aantal jaar als figurant. Hij kreeg onder andere rollen in de series Van Speijk en Goede tijden, slechte tijden en in de film Sneekweek.
Sinds 2018 is Doorson het gezicht van telecomaanbieder Ben. Hij werkte mee aan de campagne 'Flappdrol', om mensen te wijzen op de gevaren van telefoongebruik op de fiets, en aan de campagne 'Ben een dagje uit', waarmee hij bewustzijn creëert over telefoneren in het bijzijn van kinderen.
Doorson was jurylid in het tweede seizoen (2019/2020) van de Nederlandse talentenjacht All Together Now op RTL 4.

## Discografie
| Titel                 |  | Jaartal | Platenlabel   |
| --------------------- |  | ------- | ------------- |
| Expect the Unexpected |  | 2012    | Iyah Music    |
| Pass the Storm        |  | 2015    | Iyah Music    |
| Guns Riddim           |  | 2021    | Iyah Music    |
| The Journey           |  | 2021    | Iyah Music    |
| 7 to the World        |  | 2023    | Iyah Music    |
| Who Dem               |  | 2025    | Filth on Acid |

| Titel                 | Met                                       | Jaartal | Platenlabel                           |
| --------------------- | ----------------------------------------- | ------- | ------------------------------------- |
| Thank You             |                                           | 2012    | Iyah Music                            |
| Cyaan Bada            |                                           | 2012    |                                       |
| Can't Breathe         | Joggo                                     | 2015    |                                       |
| Swerving on Me        | LeBoy                                     | 2015    | Nouveau Riche                         |
| Surrenda              | Dyro                                      | 2016    | Armada Music                          |
| Jungle Warrior        | Lowriderz, Skellism                       | 2016    |                                       |
| All Your Love         | Mercelina, Pocahontas                     | 2016    |                                       |
| Holy Fire             | LeBoy                                     | 2016    |                                       |
| Energy                | Tom and Jame                              | 2016    | Wall Recordings                       |
| I'm Cool              |                                           | 2016    |                                       |
| Movement              |                                           | 2017    | Iyah Music                            |
| Sugar Man             | Vlien Boy, Nonsen                         | 2017    | Nouveau Riche                         |
| Higher                | KD Soundsystem                            | 2018    |                                       |
| Up Inna Di Club       |                                           | 2018    | Iyah Music                            |
| Di Dacta              | Dr Phunk                                  | 2018    | Scantraxx Recordz                     |
| Human                 |                                           | 2018    | Iyah Music                            |
| Dirty Thoughts        | Kasia                                     | 2018    |                                       |
| Set Me Free           | Trobi                                     | 2018    | Spinnin' Records                      |
| Girl Like That        | Trobi, James Francis                      | 2018    | Spinnin' Records                      |
| Boss                  | Trobi                                     | 2018    | Spinnin' Records                      |
| Cantamos              | Basky                                     | 2018    | Mixmash Records                       |
| Runaway               | LNYTNZ, Dirtcaps                          | 2018    |                                       |
| Soldier               | Maddix, Kevu                              | 2018    | Revealed Recordings                   |
| Bamboo                | Soulvation                                | 2019    |                                       |
| Jungle Error          | Noise Cans, FIGHT CLVB                    | 2019    |                                       |
| Traffic Jam           | Moradzo                                   | 2019    | PM Label Group                        |
| Detonate              | Pyrodox                                   | 2019    |                                       |
| Day & Night           | Rebecca Siemoneit Barum                   | 2019    | Iyah Music                            |
| Amen                  |                                           | 2019    | Iyah Music                            |
| Goodvibes             | DJ Regard                                 | 2019    |                                       |
| Run From Reality      | Ran-D, Endymion                           | 2019    | Roughstate                            |
| Believe in Love       | Mathieu Koss                              | 2019    | Scorpio Music                         |
| Rebirth               | d-sturb, Villain                          | 2020    | End of Line Recordings                |
| Victory               | Dr Phunk                                  | 2020    | Revealed Recordings                   |
| We Own It             | StukTV, Ruthless                          | 2020    | Warner Music Group                    |
| Fight Fire with Fire  | Ran-D                                     | 2020    | Roughstate                            |
| Ocean Girl            |                                           | 2021    | Iyah Music                            |
| Finally               |                                           | 2021    | Iyah Music                            |
| Way Up                |                                           | 2021    | Iyah Music                            |
| We Are the Storm      | Ran-D, Soundrush                          | 2021    | Roughstate                            |
| Real Thing            |                                           | 2022    | Iyah Music                            |
| Until the Day I Die   | Jebroer, Sub Sonik                        | 2022    | RoqnRolla music                       |
| Trash the Party       | Da Tweekaz, Villain                       | 2022    | Qdance Music                          |
| Deep Down             |                                           | 2022    | Iyah Music                            |
| Rock & Roll           |                                           | 2022    | Iyah Music                            |
| Madd Sound Killer     | Frontliner                                | 2023    | Actuation                             |
| Born to Be Free       | Rand-D, The Prophet                       | 2023    | Scantraxx                             |
| I Like to Move It     | AXMO, LeShuuk                             | 2023    | Raveculture                           |
| New Generation        | Blasterjaxx                               | 2023    | Maxximize                             |
| Area                  | Jordvn Prince, Actimax                    | 2023    | WE-PLAY                               |
| Lord I'm Sorry        | Ephoric, Elka Sava                        | 2023    | Dutch Master Works                    |
| Fire                  | Juandy Power                              | 2023    | Dirty Works                           |
| Healing               | Anadah                                    | 2023    | 2Dutch records                        |
| Give Thanks           | Aftershock                                | 2023    | Art Of Creation                       |
| Bring the Fire        | Coone                                     | 2023    | Dirty Works                           |
| F#ck This Fame        | Juandy Power                              | 2024    | Scantraxx                             |
| Rockstar              | Anadah, LePrince                          | 2024    | Iyah Music                            |
| Crossover             | LePrince, Da Tweekaz, Used                | 2024    | Dirty Workz / Universal music Belgium |
| Duppy                 | LePrince, Slimkofi                        | 2024    | PM Recordings                         |
| Naughty               | LePrince, Anadah, Yung Diffy, Sevn Rhodes | 2025    | Iyah Music                            |
| Welcome to the Jungle | LePrince, Aftershock                      | 2025    | Scantraxx                             |
| Third Eye             | LePrince, Marnage, Perfect Giddimani      | 2025    | Qdance Music                          |

| Titel            | In samenwerking met                       |
| ---------------- | ----------------------------------------- |
| U Don't Know     | Trobi, Boaz van de Beatz, Kalibwoy, Adika |
| Move Up          | Mr Polska, Boaz van de Beatz              |
| Levende Legendes | LNY TNZ & Stepherd                        |